# Reaktor
Reaktor es un programa propietario que implementa un estudio de música modular y gráfico. Desarrollado por Native Instruments, permite a los músicos e ingenieros diseñar y construir sus propios instrumentos, samplers, efectos y herramientas de diseño sonoro. Con él vienen incluidos muchos instrumentos listos para usar, desde emulaciones de sintetizadores clásicos a futuristas herramientas de diseño sonoro. Una de las características llamativas de Reaktor es, que todos los instrumentos pueden ser examinados y modificados libremente. Es una herramienta que fomenta la ingeniería inversa. Reaktor Session era una versión limitada del software que sólo permitía usar los instrumentos creados por otros, pero no modificarlos. La última versión del programa ha sido la 6.
- Datos: Q1417626